# A Miller család epizódjainak listája
Ez a lap A Miller család című sorozat epizódjait tartalmazza.

## Évados áttekintés
| Évad | Évad | Részek száma | Részek száma | Eredeti sugárzás  | Eredeti sugárzás | Eredeti adó | Magyar sugárzás   | Magyar sugárzás  | Magyar adó     |
| Évad | Évad | Részek száma | Részek száma | Évadbemutató      | Évadzáró         | Eredeti adó | Évadbemutató      | Évadzáró         | Magyar adó     |
| ---- | ---- | ------------ | ------------ | ----------------- | ---------------- | ----------- | ----------------- | ---------------- | -------------- |
|      | 1.   | 23           | 23           | 2013. október 3.  | 2014. május 15.  | CBS         | 2014. március 9.  | 2014. május 25.  | Comedy Central |
|      | 2.   | 11           | 11           | 2014. október 20. | 2015. július 18. | CBS         | 2016. február 28. | 2016. április 3. | TV2            |

## Epizódok

### Első évad (2013-2014)
| Sor. | Év. | Cím                                                            | Rendező       | Író                     | Premier                            | Nézettség    | Gyártási szám |
| ---- | --- | -------------------------------------------------------------- | ------------- | ----------------------- | ---------------------------------- | ------------ | ------------- |
| 1.   | 1.  | Üdv Milleréknél (Pilot)                                        | James Burrows | Greg Garcia             | 2013. október 3. 2014. március 9.  | 13,09 millió | MLR101        |
| 2.   | 2.  | Sírhely cserebere (Plot Twists)                                | James Burrows | Danielle Sanchez-Witzel | 2013. október 10. 2014. március 9. | 11,73 millió | MLR104        |
| 3.   | 3.  | Az új telefon / Telefonos segítség (The Phone Upgrade)         | James Burrows | Bobby Bowman            | 2013. október 17.                  | 12,27 millió | MLR103        |
| 4.   | 4.  | Rendhagyó terápia (The Mother Is In)                           | James Burrows | Austen Earl             | 2013. október 24.                  | 10,74 millió | MLR105        |
| 5.   | 5.  | Madár kaland (Giving the Bird)                                 | James Burrows | Gina Gari               | 2013. október 31.                  | 9,67 millió  | MLR106        |
| 6.   | 6.  | A holmi (Stuff)                                                | James Burrows | Stephnie Weir           | 2013. november 7.                  | 10,38 millió | MLR102        |
| 7.   | 7.  | A beszélgetés (The Talk)                                       | James Burrows | Stephnie Weir           | 2013. november 14.                 | 11,08 millió | MLR110        |
| 8.   | 8.  | Online társkeresés (Internet Dating)                           | James Burrows | Chadd Gindin            | 2013. november 21.                 | 11,78 millió | MLR108        |
| 9.   | 9.  | Bajban vagy (You're in Trouble)                                | James Burrows | Elizabeth Tippet        | 2013. december 5.                  | 9,23 millió  | MLR109        |
| 10.  | 10. | Karácsony Carol szüleivel (Carol's Parents Are Coming to Town) | James Burrows | Bobby Bowman            | 2013. december 12.                 | 10,93 millió | MLR111        |
| 11.  | 11. | Dear Diary                                                     | James Burrows | Austen Earl             | 2014. január 2.                    | 11,33 millió | MLR112        |
| 12.  | 12. | Miller véleménye (Miller's Mind)                               | James Burrows | Chadd Gindi             | 2014. január 9.                    | 13,39 millió | MLR113        |
| 13.  | 13. | Miss Dilis sofőrje (Driving Miss Crazy)                        | James Burrows | Stephnie Weir           | 2014. január 30.                   | 11,50 millió | MLR107        |
| 14.  | 14. | Carol meglepetés bulija (Carol's Surprise)                     | James Burrows | Elizabeth Tippet        | 2014. február 6.                   | 10,69 millió | MLR114        |
| 15.  | 15. | Közös hobbi (You Betcha)                                       | James Burrows | Guy Endore-Kaiser       | 2014. február 27.                  | 11,10 millió | MLR115        |
| 16.  | 16. | Bahama Mama (Bahama Mama)                                      | James Burrows | Bob Daily               | 2014. március 6.                   | 11,58 millió | MLR116        |
| 17.  | 17. | Plusz egy fő (Plus One)                                        | James Burrows | Chadd Gindin            | 2014. március 13.                  | 10,52 millió | MLR117        |
| 18.  | 18. | Walk-n-Wave                                                    | James Burrows | Gina Gari               | 2014. április 3.                   | 11,35 millió | MLR118        |
| 19.  | 19. | Cancellation Fee                                               | James Burrows | Stephnie Weir           | 2014. április 10.                  | 10,07 millió | MLR119        |
| 20.  | 20. | Tomlandia (Tomlandia)                                          | James Burrows | Austen Earl             | 2014. április 24.                  | 9,96 millió  | MLR120        |
| 21.  | 21. | 0072 ügynök (0072)                                             | James Burrows | Chadd Gindin            | 2014. május 1.                     | 9,43 millió  | MLR121        |
| 22.  | 22. | Kaland Dolandel (Sex Ed Dolan)                                 | James Burrows | Bobby Bowman            | 2014. május 8.                     | 8,96 millió  | MLR122        |
| 23.  | 23. | Anyák napja (Mother's Day)                                     | James Burrows | Max Reisman             | 2014. május 15. 2014. május 25.    | 9,78 millió  | MLR123        |

### Második évad (2014-2015)
| Sor. | Év. | Cím                                                                   | Rendező       | Író               | Premier                              | Nézettség   | Gyártási szám |
| ---- | --- | --------------------------------------------------------------------- | ------------- | ----------------- | ------------------------------------ | ----------- | ------------- |
| 24.  | 1.  | A költözés (Movin' Out (Carol's Song))                                | James Burrows | Chadd Gindin      | 2014. október 20. 2016. február 28.  | 8,93 millió | MLR201        |
| 25.  | 2.  | A múlt árnyéka (Reunited and It Feels So Bad)                         | James Burrows | Stephnie Weir     | 2014. október 27. 2016. március 6.   | 6,94 millió | MLR203        |
| 26.  | 3.  | Metta világbéka (Give Metta World Peace a Chance)                     | James Burrows | Mark Stegemann    | 2014. november 3. 2016. március 6.   | 6,78 millió | MLR204        |
| 27.  | 4.  | Csajozás egy kis segítséggel (You Are the Wind Beneath My Wings, Man) | Phill Lewis   | Chris Harris      | 2014. november 10. 2016. március 6.  | 6,48 millió | MLR206        |
| 28.  | 5.  | Vita veszt (CON-Troversy)                                             | James Burrows | Guy Endore-Kaiser | 2014. november 17. 2016. március 13. | 6,31 millió | MLR202        |
| 29.  | 6.  | Régmúlt sérelmek (Diggin' Up Bones)                                   | James Burrows | Austen Earl       | 2015. július 4. 2016. március 13.    | 1,68 millió | MLR205        |
| 30.  | 7.  | A pápa látogatása (When the Pope Comes Marching In)                   | Marc Buckland | Elizabeth Tippet  | 2015. július 4. 2016. március 13.    | 1,47 millió | MLR207        |
| 31.  | 8.  | Rendhajó hálaadás (Papa Was a Rolling Bone)                           | James Burrows | Stephnie Weir     | 2015. július 11. 2016. március 20.   | 1,82 millió | MLR208        |
| 32.  | 9.  | Louise Louise (Louise Louise)                                         | James Burrows | Bobby Bowman      | 2015. július 11. 2016. március 20.   | 1,76 millió | MLR209        |
| 33.  | 10. | Millerék bathelem (Highway to the Manger Zone)                        | James Burrows | Chadd Gindin      | 2015. július 18. 2016. március 20.   | 1,87 millió | MLR210        |
| 34.  | 11. | A hős (Hero)                                                          | James Burrows | Tim Stack         | 2015. július 18. 2016. április 3.    | 1,96 millió | MLR211        |